# Anne-Laure Perrot
Anne-Laure Perrot née le 7 juillet 1985 à Tarare dans le Rhône, est une footballeuse internationale française évoluant au poste de milieu de terrain. Elle a fini sa carrière au haut-niveau à l'AS Saint-Étienne après avoir porté les couleurs de l'Olympique lyonnais. 

## Biographie
Anne-Laure Perrot est née le 7 juillet 1985 à Tarare (Rhône). 
Elle est en primaire à l'école publique Alice Salanon à Pontcharra-sur-Turdine de 1987 à 1996. Elle fréquente le collège Marie Laurencin à Tarare de 1996 à 2000 puis le lycée Robert Doisneau à Vaulx-en-Velin de 2000 à 2003.
Elle poursuit ses études secondaires au lycée professionnel Jean Lurçat à Lyon.

## Carrière

### Jeunes années (1992-2000)
Les premiers pas dans le football d'Anne-Laure Perrot s'effectue au FC Pontcharra Saint-Loup (FCPSL) à Pontcharra-sur-Turdine, elle débute courant novembre de la saison 1992-1993 et y reste 4 années.
En 1996, elle quitte son club formateur pour rejoindre le FC Saint-Romain-de-Popey, le temps de la saison 1996-1997. Son parcours junior continu au FC Pays de l'Arbresle jusqu'à la saison 1999-2000.
Elle devient professionnelle en signant en 2000 au FC Lyon,.

### Période professionnelle (2000-2010)
Lors de la saison 2000-2001, elle remporte la Coupe fédéral féminine des moins de 16 ans à 7 avec le FC Lyon contre le FC Vendenheim (4-0) aux côtés de Sandrine Brétigny et Aurore Pegaz. Déjà membre de l'équipe de N1A lyonnaise, elle marque le premier but de la finale.
- 2000-2004 : FC Lyon
- 2004-2007 : Olympique lyonnais
- 2007-2009 : RC Saint-Étienne
- 2009-2010 : AS Saint-Étienne

Elle prend sa retraite à la fin de la saison 2009-2010 après 10 années passées en professionnelle.

### L'après haut niveau
Anne-Laure Perrot ne met pas complètement de côté le football. En 2010, elle revient dans son club premier d'enfance, le FCPSL. Elle y jouera jusqu'à la saison 2018-2019avant de rejoindre pendant une saison le FC Bord de Saône.

## Statistiques et palmarès

### Palmarès

#### En club
- Championne de France : 2007 (Olympique lyonnais)
- Vice-championne de France : 2003 et 2004 (FC Lyon)
- Vainqueur de la Coupe de France (Challenge de France) : 2003 et 2004 (FC Lyon)
- Finaliste de la Coupe de France (Challenge de France) : 2002 (FC Lyon), 2005, 2006 et 2007 (Olympique lyonnais)
- Vainqueur de la Coupe fédéral féminine des moins de 16 ans à 7

#### En sélection
- France U19
  - Championne d'Europe des moins de 19 ans : 2003 en Allemagne

Anne-Laure Perrot compte 7 match avec l'équipe de France -17 ans dont un but lors du match amical contre l'Allemagne (2-4) le 01 novembre 2001.
Elle honora son pays avec 16 sélections en équipe de France de -19 ans et 1 sélection en équipe de France -21 ans.
Sa seule sélection avec l'équipe A sera en 2008 à l'occasion du match amical contre le Maroc. Ce match est par ailleurs le premier de l'histoire de l'équipe de France féminine contre le Maroc (0-6, le 8 mars 2008 à Casablanca).